# Stephen Kanitz
Stephen Charles Kanitz (São Paulo, 31 de janeiro de 1946) é um consultor de empresas e conferencista brasileiro, mestre em Administração de Empresas da Harvard Business School e bacharel em Contabilidade pela Universidade de São Paulo.

## Biografia
Em 1974 foi um dos precursores de análise de risco e crédito com seu artigo "Como Prever Falências", na Revista Exame 12/1974 que ficou conhecido como o Termômetro de Kanitz. A análise de risco abriu a possibilidade de se estender crédito a pequenos empresários e pessoas mais pobres, antes somente disponível aos mais ricos da população.
Em 1974 criou a edição anual Melhores e Maiores da revista Exame, determinando cientificamente as empresas com melhor desempenho global de cada ano, iniciando no Brasil o movimento conhecido como benchmark.
Desde 1974 acompanha as 500 empresas desse país, que representam 20% do PIB, considerado o mais completo banco de dados de empresas no Brasil.
Introduziu o uso de planilhas eletrônicas em pesquisas de Economia, com a publicação "Renegociação da Dívida Externa Brasileira", permitindo simulações de 30 anos para frente em segundos.
Na previsão publicada em 1982, a estimativa para Reservas Financeiras em 2015 foi calculada em 350 bilhões de dólares, incrivelmente próximo do que ocorreu 30 anos depois, mostrando o poder dessa nova forma de se fazer Ciência Econômica.
Nessas simulações, variando a taxa de inflação americana, percebeu que o problema da dívida não era nosso, e sim do fato de economistas americanos incorporarem a inflação prevista na taxa de juros, e não nas amortizações futuras. Estávamos antecipando inadvertidamente até esse estudo, o pagamento das amortizações.
Como consequência, propôs um Plano de Renegociação onde os juros seriam juros reais, em troca de pagarmos a dívida sem erosão inflacionária.
Proposta foi elogiada em editorial na Revista Euromoney, e Kanitz foi convidado a renegociar a dívida pelo Ministro de Planejamento, João Sayad, de quem foi subsecretário.
Em 1988 João Sayad e Kanitz, tiveram uma reunião com Paul Volcker, onde a ideia foi aprovada e Volcker deu o apoio necessário.
Uma vez no governo, Kanitz contratou a Towers Perrin para oferecer Inflation Proof Bonds aos Fundos de Pensão, especialmente para Fundos de empresas americanas com filiais no Brasil.
A taxas de 3,5%, quando o juro nominal na época era de 16%, razão da crise.
Numa negociação com a IBM Kanitz fechou uma primeira intenção de compra, no valor de 1 bilhão, a juros de 3,5%, e outra com o Midland Bank.
Com essas operações feitas, o “proof of concept”, a ideia era tornar o resto da dívida compulsório aos demais bancos, aos mesmos juros de 3,5% ao ano.
Infelizmente, o Ministro Dilson Funaro, o próprio Ministro João Sayad, e o Presidente do Banco Central, declararam a Moratória da Dívida Externa com os bancos, afugentando assim qualquer aporte por Fundos de Pensão.
Essa foi a verdadeira causa das duas décadas perdidas de crescimento baixo e inflação, até vir o Plano Real.
Em 1984, criou outra planilha econômica com 25 variáveis, para prever a inflação brasileira.
Graças às inúmeras simulações instantâneas possíveis, Kanitz constatou que nossa inflação é mal calculada, superestimando a inflação quando ela sobe, e subestimando a inflação quando ela cai.  Vide Superestimação da Inflação.
Descobriu assim que nossos institutos de pesquisa da inflação não trazem a valor presente os preços a prazo, como o famoso “10 vezes sem juros”.
Incluem até hoje uma Televisão de R$ 2.800,00 a vista, pelo seu preço a prazo de R$ 3.000,00 “sem juros”, superestimando a inflação quando os juros sobem.
Por isso, nossas políticas monetárias fracassaram, restando somente austeridade fiscal como solução para a inflação.  
Em 1992 foi um dos líderes que disseminaram o conceito de Responsabilidade Social das Empresas, criando o primeiro site de voluntariado, www.voluntarios.com.b r, e o primeiro site de doações on line na internet, o www.filantropia.org.
Em 1995 criou o Prêmio Bem Eficiente, que anualmente premia as 50 melhores entidades beneficentes do Brasil e ajudou a colocar o terceiro setor na agenda jornalística do país.
Foi do Conselho do Fundo de Solidariedade do Estado de São Paulo, sob a gestão de Lu Alckmin.
Árbitro da BOVESPA na Câmara de Arbitragem do Novo Mercado.
Ex-comentarista econômico da TV Cultura de São Paulo.
Em 1994 publicou O Brasil que Dá Certo, que chegou à 32ª edição e lhe deu o Prêmio Jabuti de 1995.
Devido a esse livro foi convidado a ser colunista da Revista Veja, para escrever sobre coisas boas que ocorrem no Brasil, e se tornou palestrante.
Foi nessa época que escreveu seus melhores artigos, como Ambição e Ética, O Segredo do Casamento, Fazer o Que se Gosta, Relação Pai e Filho nas Empresas Familiares, Família em Primeiro Lugar, Como Escrever Um Bom Artigo, Fazendo a Diferença  etc.
No livro "O Brasil Que Dá Certo" foi um dos poucos que previu o sucesso do Plano Real, que iria erradicar definitivamente a inflação no País, que a  bolsa cresceria 10 vezes nos 10 anos seguintes, e o futuro empresarial seria fornecer produtos populares para os mercados de baixa renda.
Tornou-se conhecido no Brasil principalmente por sua coluna na revista Veja, entre 1998 e 2009, na seção Ponto de Vista.
Junto com Paulo Secches e Marcos Gouvêa de Souza batalhou para criar uma política industrial voltada às classes C e D com sucesso comprovado, em oposição à política de substituição das importações voltada às classes A e B, justamente os que importavam esses produtos de fora.
Juntos disseminaram essa nova estratégia empresarial nas suas palestras pelo Brasil, e conseguiram mudar o enfoque de centenas de empresários.
Participou de inúmeros Congressos Nacionais e Internacionais como palestrante. Destaque para o cara-a-cara com Ravi Chaudhry, autor de "Quest For Excepcional Leadership" Sage Publishers, em New Delhi, India, 21 de março de 2012, como palestrante de produtos para as classes C e D. Destaque também para sua participação nas reuniões anuais do Fórum Econômico Mundial em Davos. 
Em parceria com Cecilia Akemi, Edison Castilho, Eliseu Martins, Lázaro Plácido Lisboa, Luiz Benatti, Nena Gerusa Cei, Sérgio de Iudícibus, escreveu Contabilidade introdutória (livro-texto e livro-exercício) - Editora Atlas, que vendeu 5 milhões de cópias e se tornou o livro texto de Contabilidade no país.

#### Outros livros publicados
Controladoria – Teoria e Estudos de Casos – Editora Pioneira, 1976
Como Prever Falências - Editora McGraw-Hill - São Paulo, 1978
O Parecer do Auditor - Editora McGraw Hill - São Paulo, 1979
Contabilidade Intermediária - Editora Atlas - São Paulo - Co-autoria,1981
Brazil - The Emerging Economic Boom - Makron Books - São Paulo, 1995
Ponto de Vista - Editora Senac - São Paulo - Co-autoria, 2000
Os 50 Melhores Artigos - Editora Campus - Rio de Janeiro, 2003
Acontece nas Melhores Famílias - Editora Virgília - 2008 - Co-autoria
Família Acima de Tudo, Thomas Nelson Editora, 2009
A Missão do Administrador, São Paulo, 2015

#### Prêmios e homenagens recebidos
Personalidade do Ano 2000 - Sindicato dos Contabilistas de São Paulo
Condecorado com a Grã Cruz da Ordem dos Cavaleiros de Malta pro-Mérito Militensi, pelo seu trabalho social promovendo o Prêmio Bem Eficiente.
Prêmio Ateneu Rotário - Rotary Club de São Paulo - 1999
Prêmio Jabuti 1995 - Câmara Brasileira do Livro
Prêmio Aquilles 1995 IBRACON - RS
Prêmio Profissional ANEFAC do ano 1994
Prêmio Abamec Analista Financeiro do Ano
Prêmio Abril de Jornalismo - 1983

#### Prestou concursos para a carreira docente obtendo os títulos
Master in Business Administration pela Harvard University.

Professor Titular da Faculdade de Economia, Administração e Contabilidade da Universidade de São Paulo.